# 少年ブック
『少年ブック』（しょうねんブック）は、集英社がかつて発行していた少年向け月刊誌。
1949年に『おもしろブック』として創刊され、「少年王者」（山川惣治）、「コックリくん」（塩田英二郎）といった連載作品が人気となって、有力誌となる。
1959年1月に『おもしろブック』（1949年創刊）を改題するかたちで『少年ブック』が創刊。1969年4月号をもって『別冊少年ジャンプ』（後の『月刊少年ジャンプ』）と統合され廃刊となった。

## 主な掲載漫画
- 赤塚不二夫
  - 『カン太郎』（1963年、1964年-1965年）※後に後述の『チビ太くん』と共に単行本化、また一部作品は『おそ松くん』単行本（曙出版）第3巻に収録、また『おそ松くん』テレビアニメ第1作にも原作として使用された。
  - 『$ちゃんとチビ太』（1965年-1966年）
  - 『なんでもやろうアカツカくん』（1965年）
  - ダヨーンシリーズ（1966年）※『おそ松くん』のダヨーンをスピンオフさせた読み切り作品シリーズ
    - 『ダ・ヨーンのおじさん』
    - 『ほらほらのおじさん』
    - 『おじさんのおばさん』

  - 『怪盗1/2面相』（1966年）る
  - 『チビ太くん』（1966年、1967年-1969年）※単行本は『チビ太』と改題。
  - 『赤塚不二夫のガンバリまショー』（1967年）※単行本は『モジャモジャおじちゃん』と改題。
- 関谷ひさし 『少年NO.1』（1960年-1963年）
- 手塚治虫
  - 『新選組』（1963年）
  - 『ビッグX』（1963年-1966年）
  - 『フライングベン』（1966年-1967年）
  - 『グランドール』（1968年）
  - 『バンパイヤ（第2部）』（1968年-1969年）※休刊に伴い未完結のまま連載終了。
- 横山光輝
  - 『少年ロケット部隊』（「日の丸」より合流、1960年-1963年）
  - 『サンダーボーイ』（1962年-1963年）
  - 『宇宙船レッドシャーク』（1965年-1967年）
  - 『グランプリ野郎』（1968年-1969年）
- 藤川昭平『てんてこ漫遊記』（1966年。同名の公開コメディの漫画化）
- 石ノ森章太郎『ドンキッコ』
- 永井豪『ハレンチ学園』※「少年ジャンプ」に移籍。本誌掲載作品で唯一当社の「ジャンプ コミックス」（全13巻、現在は少年漫画の総合レーベル）で単行本化された作品である。
- 川崎のぼる『スカイヤーズ5』
- ちばてつや『少年ジャイアンツ』
- 楠高治『遊星仮面』
- 桑田次郎『怪奇大作戦』
- 中城健太郎・古城武司など『ウルトラQ』
- 藤子不二雄『チンタラ神ちゃん』
- 森藤よしひろ『戦え!マイティジャック』
- 吉田竜夫
  - 『世界少年隊』（武田武彦・案）
  - 『走れ!白バイ』（九里一平と共作、同名ドラマの漫画版）
  - 『宇宙エース』
  - 『マッハGO!GO!GO!』
- 松本零士
  - 『光速エスパー』※「少年ジャンプ」に移籍。

など